# 梅爾維爾鎮區 (明尼蘇達州倫維爾縣)
梅爾維爾鎮區（英語：Melville Township）是位於美國明尼蘇達州倫維爾縣的一個行政鎮區，於1878年設立。

## 地方資料
梅爾維爾鎮區的面積為94.20平方千米，皆為陸地。根據2020年美國人口普查的數據，當地共有人口194人，而人口密度為每平方千米2.06人。